# Подозерье (Гомельская область)
 Подозерье (бел. Падазер'е) — посёлок в Ровковичском сельсовете Чечерского района Гомельской области Белоруссии.

## География
В 13 км на юго-запад от Чечерска, 24 км от железнодорожной станции Буда-Кошелёвская (на линии Гомель — Жлобин), 52 км от Гомеля.
На реке Любича (приток реки Чечора).

## История
Основан в начале XX века переселенцами из соседних деревень. В 1926 году почтовый пункт, в Ровковичском сельсовете Чечерского района Гомельского округа. В 1930 году организован колхоз. 6 жителей погибли на фронтах Великой Отечественной войны. Согласно переписи 1959 года в составе подсобного хозяйства районного производственного объединения «Сельхозхимия» имени А. В. Суворова (центр — деревня Ровковичи).

## Население
- 1926 год — 19 дворов, 104 жителя.
- 1959 год — 77 жителей (согласно переписи).
- 2004 год — 13 хозяйств, 25 жителей.

## Транспортная сеть
Транспортные связи по просёлочной, затем автомобильной дороге Чечерск — Буда-Кошелёво. К короткой улице, ориентированной с юго-запада на северо-восток, присоединяется перпендикулярно вторая короткая улица. Застройка неплотная, жилые дома деревянные, усадебного типа.